# 圣雅各伯堂 (伦敦)

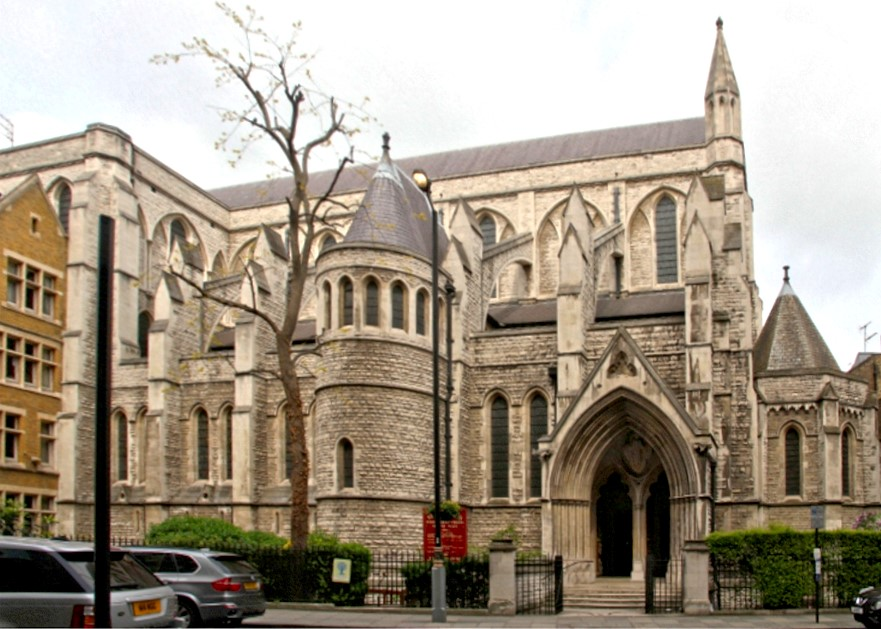
聖雅各伯堂

聖雅各伯堂（英語：St James' Church）是位於英國倫敦馬里波恩的一座大型羅馬天主教教堂，屬於哥特式建築。這座教堂位于乔治街，正对着的道路名为西班牙坊（Spanish Place），因为该教堂历史上和西班牙大使館有著密切的關係。聖雅各伯堂被列入英國的II*級登錄建築。

## 外部連結
- 官方网站

- The Spanish Church, London （页面存档备份，存于）